# Оспанов, Накып
Накы́п Оспа́нов, другой вариант имени — Накуп (1903, село Братолюбовка, Акмолинская область, Степное генерал-губернаторство, Российская империя — неизвестно) — заведующий конефермой колхоза «Омурлык» Есильского района Акмолинской области, Казахская ССР. Герой Социалистического Труда (1948).

## Биография
Родился в 1903 году в крестьянской семье в селе Братолюбовка (сегодня — Балабай) Акмолинской области. С раннего возраста трудился в сельском хозяйстве. В 1929 году вступил в колхоз «Омурлык» Есильского района. Трудился рядовым колхозником на различных работах. После окончания курсов трудился агрономом, заведующим молочно-товарной фермой. С 1946 года — заведующий конефермой в этом же колхозе.
В 1947 году труженики конефермы вырастили 40 жеребят от 40 кобыл. Указом Президиума Верховного Совета СССР от 23 июля 1948 года удостоен звания Героя Социалистического Труда за «получение высокой продуктивности животноводства в 1947 году» с вручением ордена Ленина и золотой медали «Серп и Молот» (№ 2303).
Избирался депутатом местного Совета депутатов трудящихся.
В 1960 году вышел на пенсию. Дальнейшая судьба не известна.